# Diao Chan
Pour les articles homonymes, voir Chan.
Diao Chan (chinois simplifié : 貂蝉 ; chinois traditionnel : 貂蟬, Pinyin : Diāochán) (160/161/169/171/173/174 - 198/199 ou plus tard) est un personnage fictif de l'Histoire des Trois Royaumes (ou Sanguo Yanyi, 三國演義) de Luo Guanzhong, inspiré d'un personnage réel.  
Diaochan était une danseuse et une musicienne dont le talent n'avait d'égal que sa beauté. 
Elle fait d'ailleurs partie des quatre beautés de la Chine antique. 
Elle était la fille adoptive de Wang Yun, un ministre de la cour de l'Empereur Xiandi (dynastie des Han Orientaux).
Wang Yun ne pouvant plus supporter la politique tyrannique de l'auto-proclamé Premier Ministre Dong Zhuo, qui détient le pouvoir, mit au point un stratagème pour envenimer les relations entre Dong Zhuo et son plus dangereux général, Lu Bu, afin que ce dernier tue le despote. Son plan consistait à proposer Diao Chan (qui n'a alors que 16 ans) en concubinage à Lu Bu puis à Dong Zhuo. Il en parla à Diao Chan, qui se sentant redevable envers son père adoptif accepta. Ainsi après avoir proposé Diao Chan en concubinage aux deux protagonistes, et avoir laissé Dong Zhuo la prendre avec lui, Wang Yun fit croire à Lu Bu que le tyran était au courant que la jeune fille était déjà promise au général. Lu Bu se sentit trahi mais ne réagit pas immédiatement. À partir de ce moment, tout est entre les mains de la charmante et rusée jeune fille. Elle joua subtilement avec les émotions des deux hommes, créant ainsi une haine profonde entre eux. Finalement, après que Wang Yun le sente mûr pour passer à l'acte, Lu Bu tua Dong Zhuo en 191. 
Après la mort de Dong Zhuo, Diaochan devint la concubine officielle de Lu Bu, et Wang Yun prit le contrôle de la Cour Impériale, mais pour un court moment. Peu de temps après en effet, Li Jue et Guo Si (deux anciens officiers de Dong Zhuo) éliminèrent Wang Yun et mirent Lu Bu en exil. Diaochan le suivit dans cette fuite. Après la capture et l'exécution du général par Cao Cao (qui a chassé Li Jue et Guo Si du palais de l'Empereur) en 199, rien n'est précisé sur ce qu'il advient de Diaochan.
Même si ce personnage est fictif, il semblerait qu'elle soit inspirée d'une jeune fille historique. On ne sait rien d'elle ni son nom, ni même si elle avait un quelconque lien avec Wang Yun. On sait juste qu'elle aurait contribué (volontairement ou non) à envenimer les rapports entre Lu Bu et Dong Zhuo.
Koei a utilisé ce personnage pour certains de ses jeux s'inspirant de ce roman, en faisant une guerrière, bien qu'elle ne se soit jamais trouvée sur le champ de bataille.

## Sources
Sanguo Yanyi (Histoire des Trois Royaumes)

## Informations complémentaires